# 존 빌링슬리
존 빌링슬리(John Billingsley, 1960년 5월 20일 ~ )는 미국의 배우이다.

## 출연 작품
- 맨 프럼 어스2: 홀로신 (2017)
- 매드타운 (2016)
- 우리의 20세기 (2016)
- 인텔리전스 (2014)
- 테러라인 (2013)
- 트레이드 오브 이노센츠 (2012)
- 루징 컨트롤 (2011)
- 풀 보이즈 (2011)
- 2012 (2009)
- 더 리스트 오브 디즈 (2008)
- 트루 블러드 (2008)
- 리플 이펙트 (2007)
- 맨 프럼 어스 (2007)
- 룸 6 (2006)
- 더 나인 (2006)
- 크리스마스의 열 두 마리 개 (2005)
- 프리즌 브레이크 시즌1 (2005)
- 신데렐라 스토리 (2004)
- 콜드 케이스 시즌1 (2003)
- 아웃 오브 타임 (2003)
- 화이트 올랜더 (2002)
- 하이 크라임 (2002)
- 저스트 애스크 마이 칠드런 (2001)
- 스타 트렉: 엔터프라이즈 (2001)
- 크로커다일 던디 3 (2001)
- 글래스 하우스 (2001)
- 지미 집 (1999)
- 케이트의 중독 (1999)
- 모리와 함께 한 화요일 (1999)
- 에덴 (1996)
- 비밀 수색 작전 (1992)
- 바람둥이 길들이기 (1990)